# رأس مال فكري سلبي
رأس المال الفكري السلبي، مثل رأس المال الفكري الإيجابي بطريقة تكوين العادات. وفقًا ل (ho) عندما تتشكل العادة السيئة، فإنها تصبح رأس مال عقلي سلبي يستمر في تقويض رفاهيتنا، لأننا بعد ذلك نفقد السيطرة على أنفسنا كبير، ونستسلم للجمود المدمر المحتمل الذي يمنعنا من الوصول
إلى أهداف أكبر التي تنتظرنا. ويسمى برأس المال لأنه مثل رأس المال في الاقتصاد، فإن تكوين العادة هو عملية تراكم. تؤدي عملية التراكم هذه إلى مسارات عصبية راسخة تجعل من الصعب للغاية التخلص من هذه العادة.